# Галимова, Сазида Касимовна
Сазида Касимовна Галимова (5 апреля 1933, д. Аккузево, Илишевский район, Башкирская АССР — 12 мая, 2009), певица, солистка Башкирского театра оперы и балета (1963—1988). Заслуженная артистка РСФСР (1974). Заслуженная артистка Башкирской АССР (1969). Кавалер ордена «Знак Почёта» (1971).

## Биография
Сазида Касимовна Галимова (Сажида Акрамова, башк. Сажиҙә) родилась 5 апреля 1933 года в деревне Аккузево Илишевского района Башкортостана в крестьянской семье. Рано потеряла родителей. Мать Сажиды умерла в 19 лет, и несколько лет о Сазиде (Сажиде) заботились родная бабушка и тётя. Из-за материальных трудностей девочку отдали Бирский детский дом. После окончания Старокуктауской семилетней школы Сажида Касимовна поступила в Бирское педагогическое училище.
Мать Сазиды хорошо пела, и девочка унаследовала от неё хорошие музыкальные способности. В детском доме она научилась немного играть на рояле, пела в школьном хоре, её часто назначали солисткой хора.
В детском доме жизнь девочки складывалась непросто. Большую роль в становлении Сазиды как личности сыграла медсестра детского дома Вера Лукьяновна Гладышева. Муж Веры Лукьяновны — командир РККА был репрессирован и расстрелян в 1937 году, её, как жену «врага народа» сослали в Бирск.
В Бирске Сазида познакомилась с известной башкирской писательницей Хадией Давлетшиной, практически сосланной из Уфы. Именно Х.Давлетшина привила девочке любовь к книге, учила её быть сильной, несмотря ни на что, идти к своей цели.
После окончания училища некоторое время проработала учителем в сельской школе. Однажды она увидела объявление в газете о наборе в вокальное отделение Уфимского училища искусств. В училище Сазида Галимова попала в руки известного педагога Миляуши Муртазиной, которая станет «второй матерью» для большого количества выдающихся певцов (например, для всемирно известных братьев Ильдара и Аскара Абдразаковых).
В годы учебы в училище талантливую студентку приглашали на концерты и на радио. Концерты на радио в те времена передавались не по записи, а шли в прямом эфире.

## Трудовая деятельность
В 1963 году Сазида Галимова стала солисткой Башкирского театр оперы и балета. Успешно исполняла различные партии.
В 1965 году вместе с другими талантливыми молодыми людьми направили в Уральскую консерваторию, в город Свердловск (Уфимский государственный институт искусств был открыт в 1967 году). Училась Сажида Галимова в классе педагога по вокалу Нины Уткиной. Нина Уткина была не только педагогом, но и близким другом и советчиком для молодой певицы. С ней Сажида Галимова подготовила дипломную работу — партию Шауры из оперы «Шаура» З.Исмагилова.
После успешных прослушиваний в июле 1963 года Сажида Галимова вернулась в Уфу. У Сажиды Галимовой и её мужа родился сын Айрат.
21 декабря 1963 года состоялась премьера оперы Загира Исмагилова «Шаура», партию Шауры исполнила молодая певица Сажида Галимова. Государственная комиссия под руководством О. И. Егоровой (профессор Уральской консерватории) поставила Сазиде оценку «отлично». Партия была сложной не только в музыкальном плане, требовалось мастерство драматического актёра, чтобы передать всю душевную драму Шауры, потерявшей мужа и оказавшейся в невыносимых условиях.
Автор либретто этой оперы, поэт Баязит Бикбай подарил ей свою книгу «Белый цветок» с надписью: «Эта книга- мой искренний подарок Сажиде Галимовой — первой и неповторимой Шауре».
В 1964 году окончила Уральскую консерваторию по классу вокала.
За 25 лет Сазида Галимова спела различные арии в 40 операх (классических и национальных), приняла участие в 23 премьерах. В репертуаре С.Галимовой национальные оперы занимали особое место. В национальных операх требуется соблюдать пропорции особенностей академического вокала и башкирских национальных исполнительских традиций, добиться их гармонии. Сазида Галимова обладала неповторимым лирико-драматическим сопрано, очень мягким и красивым, узнаваемым тембром.

Главные женские партии в её исполнении в операх З.Исмагилова «Шаура», «Гульзифа», «Послы Урала», «Салават Юлаев» остаются эталоном исполнительского мастерства.
Успешно выступала Галимова и в музыкальных комедиях и опереттах.
В музыкальной комедии З.Исмагилова «Кодаса» (Наза), в оперетте Шамиля Кульбарисова- «Весна идёт», в музыкальной комедии У.Гаджибекова «Аршин мал-алан» (Гөлчохра) и др.
Много лет исполняла главные партии в операх Джузеппе Верди («Аида», «Иоланта»), Петра Чайковского («Евгений Онегин»), Римского-Корсакова, Жорж Бизе («Кармен») и других операх, ставившихся в Башкирского театра оперы и балета.
Сажида Галимова тонко чувствовала национальную музыку и была замечательным исполнителем башкирских народных песен. Она включала в свой репертуар сложные вокальные циклы и композитора З.Исмагилова, написанные на стихи Мустая Карима, композитора Хусаина Ахметова на стихи поэта Рашита Назарова, романсы Наримана Сабитова, вокально-симфоническую поэму З.Исмагилова «Бессмертие» (по поэме М.Карима).
Вместе с театром С.Галимова выступала на подмостках многих театров страны. Была неизменным участником отчётных концертов Союза композиторов Башкортостана, съездов Союза композиторов СССР. В дни культуры Башкортостана в Москве и Ленинграде представляла Башкирскую АССР на столичных сценах.
Сохранилось более 50 записей С.Галимовой в сопровождении Большого симфонического оркестра Всесоюзного радио и телевидения. Было выпущено много пластинок с её записями (например, фирмы «Мелодия», 1974). Была дипломантом нескольких конкурсов Российских оперных певцов.
На торжественном вручении композитору З.Исмагилову государственной премии РСФСР имени М. И. Глинки на Центральном телевидении пела целое отделение.
Высокого мнения об исполнительском мастерстве С.Галимовой был минский режиссёр Ярослав Вощак, ставивший в Уфе оперу Дж. Верди «Дон Карлос».
Последняя партия певицы в театре- партия королевы Елизаветы — гордой супруги испанского короля Филиппа II-го (1988, Дж. Верди, Дон Карлос).
Скончалась Сажида Касимовна Галимова 12 мая 2009 года в Уфе.

## Театральные роли
- Аида (Джузеппе Верди, «Аида»)
- Елизавета (Джузеппе Верди, «Дон Карлос»)
- Микаэла (Ж. Бизе, «Кармен»)
- Иоланта (П. И. Чайковский, «Иоланта»)
- Татьяна (П. И. Чайковский, «Евгений Онегин»)
- Марфа (Н. А. Римский-Корсаков, «Батша кәләше»)
- Бабариха (Н. А. Римский-Корсаков, «Салтан батша тураһында әкиәт»)
- Амина (З. Исмагилов, «Салават Юлаев»)
- Шаура (З. Исмагилов, «Шәүрә»)
- Наза (Заһир Исмагилов, «Ҡоҙаса»)
- Гульзифа (З.Исмагилов, «Волны Агидели»)
- Гульсум (Х. Ф. Ахметов, «Современники», 1-я исполнительница, 1969)
- Алтынай (М. Т. Тулибаев, «Биржан и Сара»)
- Куйсылу (З.Исмагилов, «Послы Урала», 1-я исполнительница, 1981) и др.

## Награды
- 1971 — Орден «Знак Почёта»

## Почётные звания
- 1969 — Заслуженная артистка Башкирской АССР
- 1974, 12 декабрь — Заслуженная артистка РСФСР